# سنت-آگات-دو-لوتبینییر، کبک
سنت-آگات-دو-لوتبینییر (به فرانسوی: Sainte-Agathe-de-Lotbinière) شهری در منطقه شهری لوتبینییر ناحیه شودییر-آپالاش در استان کبک کانادا است. در سرشماری سال ۲۰۱۱ این شهر ۱٬۱۹۵ نفر جمعیت داشته‌است و مساحت آن ۱۶۹٫۵ کیلومتر مربع است.